# Урняцька сільська рада
Урня́цька сільська рада (рос. Урнякский сельский совет) — муніципальне утворення у складі Чекмагушівського району Башкортостану, Росія. Адміністративний центр — село Урняк.
Станом на 2002 рік існували Аблаєвська сільська рада (села Аблаєво, Бардасли) та Урняцька сільська рада (села Кусекеєво, Урняк, присілки Кизил-Юлдуз, Кіндеркулево, Нур, Яш-Куч).

## Населення
Населення — 2018 осіб (2019, 2535 у 2010, 3060 у 2002).

## Склад
До складу поселення входять такі населені пункти:
| Населений пункт        | Населення, осіб (2002) | Населення, осіб (2010) |
| ---------------------- | ---------------------- | ---------------------- |
| Аблаєво, село          | 1285                   | 1067                   |
| Бардасли, село         | 141                    | 120                    |
| Кіндеркулево, присілок | 284                    | 245                    |
| Кусекеєво, село        | 387                    | 349                    |
| Кизил-Юлдуз, присілок  | 7                      | 2                      |
| Нур, присілок          | 103                    | 68                     |
| Урняк, село            | 830                    | 665                    |
| Яш-Куч, присілок       | 23                     | 19                     |